# Antonio Correa Jiménez
Antonio José Correa Jiménez (Canalete, Córdoba, 14 de junio de 1976) es un médico cirujano y político colombiano. Es Senador de la República de Colombia.

## Biografía
En 2010 fue elegido Senador por el Partido de Integración Nacional (PIN), después Senador por el Partido Opción Ciudadana, fue designado como presidente de la comisión séptima de Senado. Fue elegido senador en el periodo 2022-2026 por el Partido de la U.